# 岛石镇
岛石镇，是中华人民共和国浙江省杭州市临安区下辖的一个镇。

## 辖区
该镇辖有：	江川村、岛石村、山川村、黄川村、新二村、仁里村、太平里村、茶亭村、银坑村、呼日村。